# Mohamed Kajole
Mohamed Kajole – tanzański piłkarz grający na pozycji obrońcy. W swojej karierze grał w reprezentacji Tanzanii.

## Kariera klubowa
Całą swoją karierę piłkarską Kajole spędził w klubie Simba SC. Zadebiutował w nim w 1970 roku i grał w nim do 1981 roku. Wywalczył z nim sześć tytułów mistrza Tanzanii w sezonach 1973, 1976, 1977, 1978, 1979 i 1980.

## Kariera reprezentacyjna
W reprezentacji Tanzanii Kajole zadebiutował w 1979 roku. W 1980 roku powołano go do kadry na Puchar Narodów Afryki 1980. Na tym turnieju rozegrał trzy mecze grupowe: z Nigerią (1:3), z Egiptem (1:2) i z Wybrzeżem Kości Słoniowej (1:1). W kadrze narodowej grał do 1981 roku.